# Nodozana prepielloides
Nodozana prepielloides là một loài bướm đêm thuộc phân họ Arctiinae, họ Erebidae.